# Стаффорд, Эдмунд, 2-й барон Стаффорд из Клифтона
Эдмунд Стаффорд (англ. Edmund Stafford; 1344 — 3 сентября 1419) — 2-й барон Стаффорд из Клифтона с 1381 года, епископ Эксетера с 1395 года, хранитель Малой печати в 1391—1396 годах, канцлер Англии в 1396—1399 и 1401—1403 годах, сын сэра Ричарда Стаффорда и Изабеллы де Вернон.

## Биография
Эдмунд был вторым из сыновей сэра Ричарда Стаффорда от брака с Изабеллой де Вернон. Отец Эдмунда происходил из рода Стаффордов и был баннеретом, участвуя в составе английской армии в Столетней войне. Старший брат Эдмунда, Стаффорд, Ральф, один из соратников Эдуарда Чёрного Принца, получил титул графа Стаффорда. Мать Ричарда была наследницей Клифтона (Стаффордшир), благодаря чему Ричард упоминается как барон Клифтон.
Будучи младшим сыном, Эдмунд избрал духовную карьеру. Он учился в Оксфорде, к 1363 году став бакалавром искусств, а к 1369 году — бакалавром канонического права. В 1363 году он был также назначен каноником в Личфилде, получив пребенду Улветон (Улфтон), в 1377 году к нему добавился Уифорд. Также он получил пребенды Уэлтон Пейншол в Линкольне и Нерсборо в Йорке. Кроме того Эдмунду принадлежал ещё и ряд приходов в Стаффордшире, где располагались родовые владения Стаффордов.
В 1381 году умер старший брат Эдмунда, Ричард, 1-й барон Стаффорд из Клифтона, не оставивший наследников, поэтому Эдмунд получил его владения и титулы.
В 1380-е годы Эдмунд благодаря своим административным способностям стал продвигаться по службе. В 1385 году он был назначен деканом Йорка, в том же году получил степень доктора канонического права. Не позднее 1388 года Эдмунд стал каноником короля Ричарда II.
После того как королю удалось отстранить в 1388 году от власти лордов-апеллянтов, он стал назначать на государственные должности своих приближённых. 4 мая 1389 года он назначил на должность хранителя малой государственной печати Эдмунда. А 15 января 1395 года по представлению короля папа римский Бонифаций IX назначил Эдмунда епископом Эксетера. Посвящён в епископы он был 20 июня архиепископом Кентерберийским Уильямом Кортни. Обязанности хранителя малой государственной печати Эдмунд исполнял до февраля 1396 года, а 15 ноября того же года был назначен канцлером Англии.
На заседании парламента в сентябре 1397 года Эдмунд произнёс проповедь «Один король должен быть королём во всём» (лат. Rex unus erit omnibus), в которой подчёркивал необходимость повиновения королю и подчинения закону. Хотя данная проповедь подчёркивала верховенство королевской власти, не совсем ясно, поддерживал ли Эдмунд полностью те чрезвычайные меры, которые Ричард II применил в последующие два года, расправившись со своими оппонентами. Возможно, что он был просто способным администратором, послушно исполнявшим королевские повеления.
В 1399 году Эдмунд вместе с другими оксфордскими мастерами был призван для рассмотрения вопроса о том, сохранять повиновение папе римскому Бонифацию IX или нет.
После свержения Ричарда II Генри Болингброком, ставшим новым королём Англии под именем Генриха IV, Эдмунд лишился поста канцлера, однако сохранил свою епархию и место в королевском совете. Он участвовал в заседании первого парламента при Генрихе IV, был одним из прелатов, которые высказали согласие на заключение Ричарда II под стражу, а также одним из свидетелей завещания свергнутого короля.
В марте 1401 года Генрих IV, который стремился избавиться от зависимости от бывших соратников, вновь назначил Эдмунда канцлером. В течение нескольких последующих заседаний парламента Эдмунд был судьёй, разбиравшим разные петиции, а также членом королевского совета. 11 мая 1402 года Эдмунд возглавил комиссию по расследованию распространения злонамеренных слухов против короля. На посту канцлера Стаффорд находился до февраля 1403 года, когда его сменил Генри Бофорт, единокровный брат короля.
Занимая различные государственные посты, Эдмунд мало времени уделял Эксетерской епархии, редко бывая там, управление ею находилось в руках декана Ральфа де Трегризю. После того как в 1399 году Эдмунд был смещён с поста канцлера, он отправился в долгое путешествие по своей епархии, посещая практически каждую часть Девоншира и Корнуолла. Вновь получив назначение на пост канцлера, он оставил управление викарию Роберту Риггу. После того как в 1403 году Эдмунд вновь покинул пост канцлера, он занимался в основном делами своей епархии, практически не покидая её. В 1404, 1411 и 1414 годах он вновь совершил поездки по ней.
После 1414 года здоровье Эдмунда ухудшилось. В письме, датированным 24 июля 1418 года он писал, что слаб телом. Однако он продолжал играть некоторую роль в управлении епархией, однако ей фактически управлял его викарий. Эдмунд умер 3 сентября 1419 года, перед этим он получил освобождение от посещения заседания парламента. Его похоронили в Эксетерском соборе на северной стороне часовни леди. Его могила существует и в настоящее время.
Эдмунд был щедрым благотворителем для Эксетер-колледжа в Оксфордском университете, подарив ценные книги для богослужения и библиотеки, а также сделав выплаты более чем в 200 марок (133 фунта) для проведения в колледже различных строительных работ. После осуждения герцога Глостера в 1397 году Эдмунд купил при распродаже герцогских вещей некоторые принадлежавшие тому книги. Возможно, что он испытывал некоторое чувство вины за осуждение Глостера, поскольку в своём завещании просил продать эти книги, а вырученные деньги пустить на молитвы о своей душе и душе Глостера.
Все родовые владения в Клифтоне, его личное имущество из поместья Клист Хонитон, включая вышитый руками его отца ковёр, и баронский титул унаследовал Томас Стаффорд, младший брат Эдмунда.

## Комментарии
1. ↑  По другой версии Эдмунд был не сыном, а внуком Ричарда, сыном Ричарда Стаффорда, 1-й барона Стаффорда из Клифтона[2][3].
2. ↑  В это время был церковный раскол — действовали одновременно двое пап: Бонифаций IX в Риме и Бенедикт XIII в Авиньоне. Англия признавала папой Бонифация IX.